# 2005 год в авиации
Список событий в авиации в 2005 году.

## События
- 14 сентября — первый патрульный полёт созданного по заданию Правительства Москвы двухместного дирижабля Au-12M. Полёт проходил над Московской кольцевой дорогой.
- 27 декабря — первый полёт первого серийного образца вертолёта Ми-28Н «Ночной охотник».

### Без точной даты
- Первый полёт российского беспилотного вертолёта Zala 421-02.[1]
- Первый полёт грузинского административного самолёта ТАМ-Jet.[2]
- Первый полёт самолёта Hauker 4000.
- Конец эксплуатации самолёта Sud Aviation Caravelle

## Рекорды, перелёты
- 14 мая — лётчик-испытатель фирмы Eurocopter Дидье Дельсаль (Didier Delsalle) успешно посадил вертолёт AS350 Экьюрель на вершину горы Эверест (8850 метров). Это был первый случай подобной посадки[3].